# Bendazaco
Bendazaco é um fármaco da classe dos anti-inflamatórios não esteróides, um dos derivados do ácido acético. É utilizado em casos de dor articular e muscular.